# Изоелектрична точка
Изоелектрична точка, понякога съкратено ИЕТ, е рН, при което дадена молекула или повърхност не носи сумарен електрически заряд.
Амфотеричните молекули, наречена цвитерйони съдържат както положителни, така и отрицателни заряди, в зависимост от функционалните групи, присъстващи в молекулата. Нетният заряд на молекулата се влияе от рН на заобикалящата ги среда и може да стане по-положителен или отрицателен поради загуба или свързване на протони (H+). ИЕТ е рН стойност, при която молекула не носи електрически заряд, или отрицателните и положителните заряди са равни.
Повърхностите имат склонност да образуват двоен слой (Щернов слой). В общия случай, когато повърхностният заряд се определя от отношението на йоните H+/OH, електрическият заряд на повърхността е функция на рН на средата, от която е заобградена молекулата.
Стойността на ИЕТ определя разтворимостта на молекулата при определено рН. Такива молекули имат минимална разтворимост във вода или солеви разтвори при рН, което отговаря на техните ИЕТ и често пада като утайка в разтвора около ИЕТ. Биологични амфотерни молекули, като протеините, съдържат киселинни и основни функционални групи. Аминокиселините, които образуват протеините, може да бъдат положителни, отрицателни, неутрални или полярни по природата и заедно определят общия заряд на протеина. При рН под ИЕТ, протеините носят положителен заряд, а над ИЕТ носят нетен отрицателен заряд. Протеините могат по този начин да бъдат разделени според изоелектричната си точка върху полиакриламиден гел, използвайки техника, наречена изоелектрическо фокусиране, която използва рН градиент, за да раздели протеините. Изоелектричното фокусиране е първата стъпка в 2-D полиакриламиден гел електрофорезата (PAAGE).
{\displaystyle pI={{pK_{1}+pK_{2}+pK_{3}+...pK_{n}} \over n}}
където:
- pI – ИЕТ
- рК – Константа на киселинна дисоциация
- n – общ брой на дисоциираните групи

Изоелектрическата точка се използва широко в науката за керамични материали (синтез, обработка, модификация и т.н.).